# Hjerm Sogn
Hjerm Sogn er et sogn i Struer Provsti (Viborg Stift).
I 1800-tallet var Hjerm Sogn et selvstændigt pastorat. Det hørte til Hjerm Herred i Ringkøbing Amt. Hjerm sognekommune blev ved kommunalreformen i 1970 indlemmet i Struer Kommune.
Hjerm Østre Kirke blev opført i 1904, og den østlige del af Hjerm Sogn blev et kirkedistrikt i det store sogn. I 2010 blev Hjerm Østre Kirkedistrikt udskilt fra Hjerm Sogn som det selvstændige Hjerm Østre Sogn.
1. januar 2024 blev Hjerm Østre Sogn atter lagt sammen med Hjerm Sogn.
I Hjerm Sogn ligger Hjerm Vestre Kirke og Hjerm Østre Kirke.
I Hjerm Sogn og Hjerm Østre Sogn findes følgende autoriserede stednavne:
- Fredenslyst (bebyggelse)
- Hjerm (bebyggelse)
- Hjerm Gårde (bebyggelse, ejerlav)
- Hjerm Hede (bebyggelse)
- Hummelmose (areal, bebyggelse)
- Hummelmose Å (vandareal)
- Kragelund (bebyggelse)
- Kvium (bebyggelse)
- Kvium Hede (bebyggelse)
- Kærgård Mark (bebyggelse)
- Livbjerg (bebyggelse)
- Neder Telling (bebyggelse)
- Nørrehede (bebyggelse)
- Skelsgårde (bebyggelse)
- Skjettrup (bebyggelse)
- Snødder (bebyggelse)
- Sønder Hjerm (bebyggelse)
- Sønderborg (bebyggelse)
- Søvang (bebyggelse)
- Telling (bebyggelse)
- Volstrup (ejerlav, landbrugsejendom)
- Volstrupby (bebyggelse)
- Øksenbjerg (bebyggelse)
- Øster Hjerm (bebyggelse)
- Østerby (bebyggelse)
- Østergård (bebyggelse)